# Нейтронная оптика
Нейтро́нная о́птика — раздел нейтронной физики, в рамках которого изучается взаимодействие медленных нейтронов со средой и с электромагнитным и гравитационным полями.

## Физика

### Распространение в среде
В условиях, когда длина волны де Бройля нейтрона {\displaystyle \lambda ={h \over {mv}}} (m — масса нейтрона, v — его скорость) сравнима с межатомными расстояниями 10−8 см или больше их, существует некоторая аналогия между распространенем в среде фотонов и нейтронов. В нейтронной оптике, так же как и в световой оптике, есть несколько типов явлений, описываемых либо в лучевом приближении (преломление и отражение нейтронных пучков на границе двух сред), либо в волновом (дифракция в периодических структурах и на отдельных неоднородностях). Комбинационному рассеянию света соответствует неупругое рассеяние нейтронов; круговой поляризации света можно сопоставить (в первом приближении) поляризацию нейтронов. Аналогию между нейтронами и фотонами усиливает отсутствие у них электрического заряда. Однако, в отличие от квантов электромагнитного поля, нейтроны при движении в среде в основном взаимодействуют с атомными ядрами, обладают магнитным моментом и массой. Скорость распространения тепловых нейтронов в 105—106 раз меньше, чем для фотонов той же длины волны. В частности, средняя скорость тепловых нейтронов при T = 300 K (комнатная температура) равна 2200 м/с.
Показатель преломления n для нейтронов на границе вакуум — среда равен:
{\displaystyle n={\lambda  \over {\lambda _{1}}}={v_{1} \over {v}},}
где λ1 и v1 — длина волны и скорость нейтрона в среде, λ и v — в вакууме. Если ввести усреднённый по объёму вещества потенциал U взаимодействия нейтрона с ядрами, то кинетическая энергия {\displaystyle {\mathcal {E}}_{1}} нейтрона в среде равна:
{\displaystyle {\mathcal {E}}_{1}={\mathcal {E}}-U,}
где {\displaystyle {\mathcal {E}}} — кинетическая энергия нейтрона в вакууме. Потенциал U связан со свойствами среды:
{\displaystyle U={h^{2}Nb \over {2\pi m}},}
где N — число ядер в единице объёма, b — когерентная длина рассеяния нейтронов ядрами. Отсюда:
{\displaystyle n^{2}={\frac {{\mathcal {E}}_{1}}{\mathcal {E}}}=1-{\frac {h^{2}Nb}{\pi m^{2}v^{2}}}=1-{\frac {v_{0}^{2}}{v^{2}}},}
где величина {\displaystyle v_{0}={\frac {h}{m}}{\sqrt {\frac {Nb}{\pi }}}} называется граничной скоростью. Для большинства ядер b > 0, поэтому {\displaystyle U>0,\,{\mathcal {E}}<{\mathcal {E}}_{1},\,n<1.} Нейтроны с {\displaystyle v<v_{0}} имеют {\displaystyle {\mathcal {E}}<U} и не могут проникнуть в среду. Такие нейтроны испытывают полное внутреннее отражение от её поверхности (ультрахолодные нейтроны). В этом случае возможно создание сосуда для продолжительного хранения нейтронов. Время жизни в свободном состоянии: 885,7 ± 0,8 секунды (период полураспада — 614 секунд)
Для большинства веществ v0 порядка нескольких м/с (например, для меди v0 = 5,7 м/с). Для небольшого числа изотопов (1H, 7Li, 48Ti, 53Mn, 62Ni и другие) b < 0, U < 0 и граничная скорость не существует. При v > v0 полное отражение возможно лишь в том случае, если нормальная к границе среды компонента скорости нейтрона vн < v0. Угол скольжения φ при этом должен удовлетворять условию:
{\displaystyle \sin \varphi <\sin \varphi _{cr}={v_{0} \over {v}},}
где {\displaystyle \varphi _{cr}} — так называемый критический угол. С ростом скорости нейтронов {\displaystyle n\rightarrow 1}, а {\displaystyle \varphi _{cr}\rightarrow 0.} Например, для тепловых нейтронов в меди v = 200 м/с; {\displaystyle (1-n)=3,3\cdot 10^{-6}}; {\displaystyle \varphi _{cr}=8,9'}. Учёт поглощения и рассеяния нейтронов в среде приводит к комплексному показателю преломления:
{\displaystyle n^{2}=(1-{v_{0}^{2} \over {v^{2}}})+{i\alpha ^{2} \over {v^{2}}}=(n'+in'')^{2},}
где {\displaystyle \alpha ^{2}={hN\sigma v \over {2\pi m}}} — эффективное сечение всех процессов, приводящих к выбыванию нейтронов из пучка, {\displaystyle n'} и {\displaystyle n''} — действительная и мнимая части показателя преломления. Для ультрахолодных нейтронов {\displaystyle (v<v_{0})\quad n'<n''}, и их отражение аналогично отражению света от металлов. Для веществ с {\displaystyle b<0\quad n^{2}>1,} и нейтронная оптика аналогична световой оптике диэлектриков. В частности, углы падения и преломления нейтронного пучка связаны законом преломления Снелла.

### Распространение в полях
Учёт внешних магнитных и гравитационных полей приводит к выражению для показателя преломления:
{\displaystyle n^{2}=1-{\frac {h^{2}Nb}{\pi m^{2}v^{2}}}\pm {\frac {2\mu B}{mv^{2}}}+{\frac {2gH}{v^{2}}},}
где знаки ± соответствуют двум возможным ориентациям магнитного момента μ нейтрона относительно вектора магнитной индукции B (то есть двум возможным поляризациям нейтронов), g — ускорение свободного падения, H — высота. Аналогичное выражение описывает преломление света в среде с плавно меняющимся показателем преломления (рефракция).
Из двузначности третьего слагаемого, чувствительного к поляризации нейтронов, следует, что, выбрав подходящий материал для отражения зеркалами, магнитное поле и угол скольжения, можно создать устройство, в котором полное отражение испытывают только нейтроны одной поляризации (−). Такие устройства используются в качестве поляризаторов и анализаторов нейтронов.

#### Возможные варианты
Если нейтроны взаимодействуют только с магнитным полем, то:
{\displaystyle n^{2}=1\pm {2\mu B \over {mv^{2}}}}
При этом для нейтронов с {\displaystyle v^{2}<{2\mu B \over {m}}} создаются условия для полного отражения от границы объёма, содержащего магнитное поле. В неоднородных полях {\displaystyle \mathrm {grad} \,B\neq 0} возможна деформация нейтронных пучков.
Двузначность формулы означает существование в магнитном поле разных показателей преломления для нейтронов различных поляризаций, что аналогично двойному лучепреломлению света. Это же явление в нейтронной оптике можно наблюдать без магнитного поля в средах, содержащих поляризованные ядра — ядерный псевдомагнетизм. Двойное лучепреломление имеет место, когда ядерная амплитуда рассеяния зависит от направления спина нейтрона.

### Подобие
Дифракция нейтронов во многом подобна дифракции рентгеновских лучей. Основное отличие связано с тем, что нейтроны рассеиваются ядрами и магнитными внутрикристаллическими полями. Это облегчает исследование атомной структуры кристаллов в ситуациях, практически недоступных для рентгеновских лучей.